# Cobrana
Cobrana es una localidad española perteneciente al municipio de Congosto, en la provincia de León, comunidad autónoma de Castilla y León.

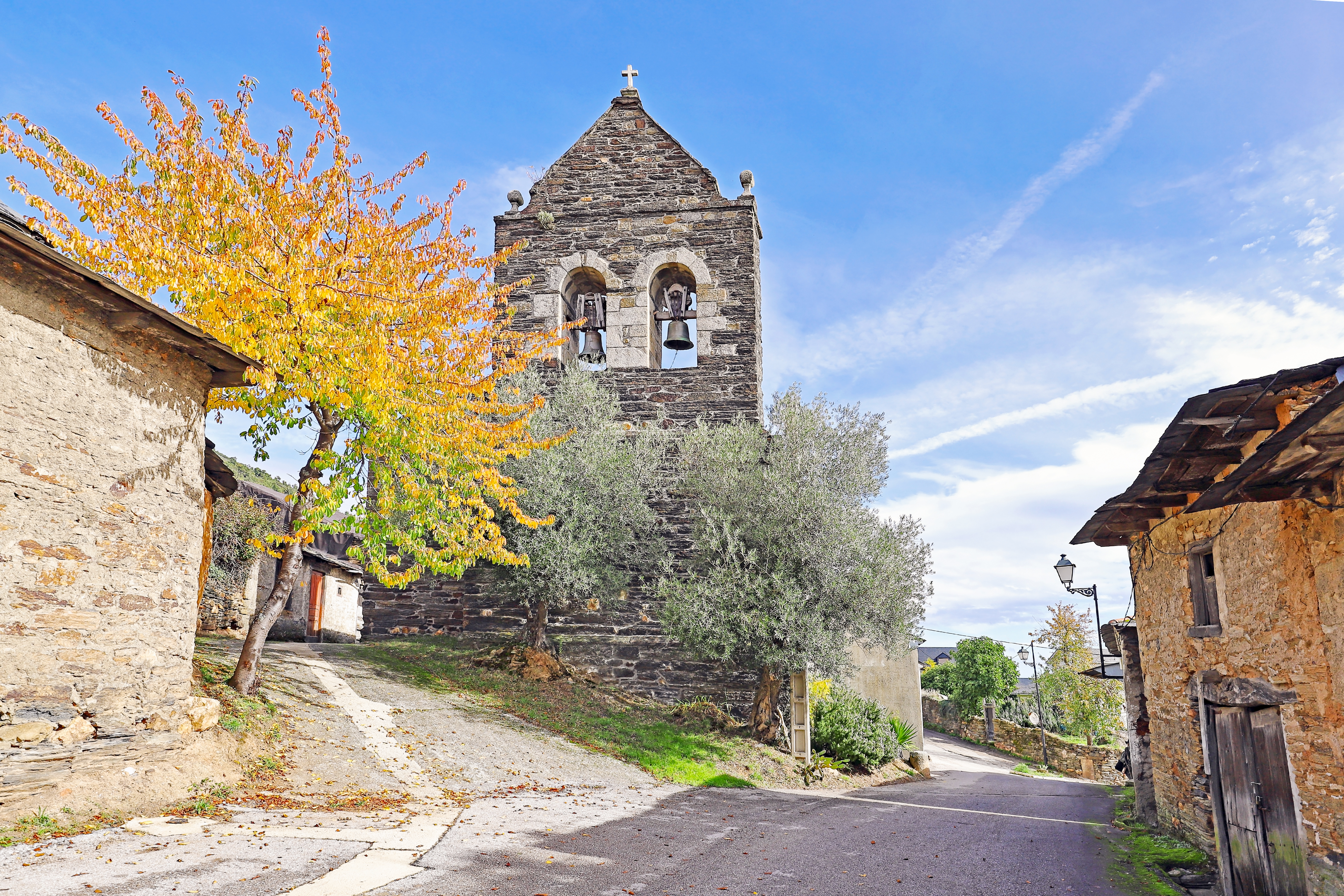
Iglesia de Santa María Magdalena

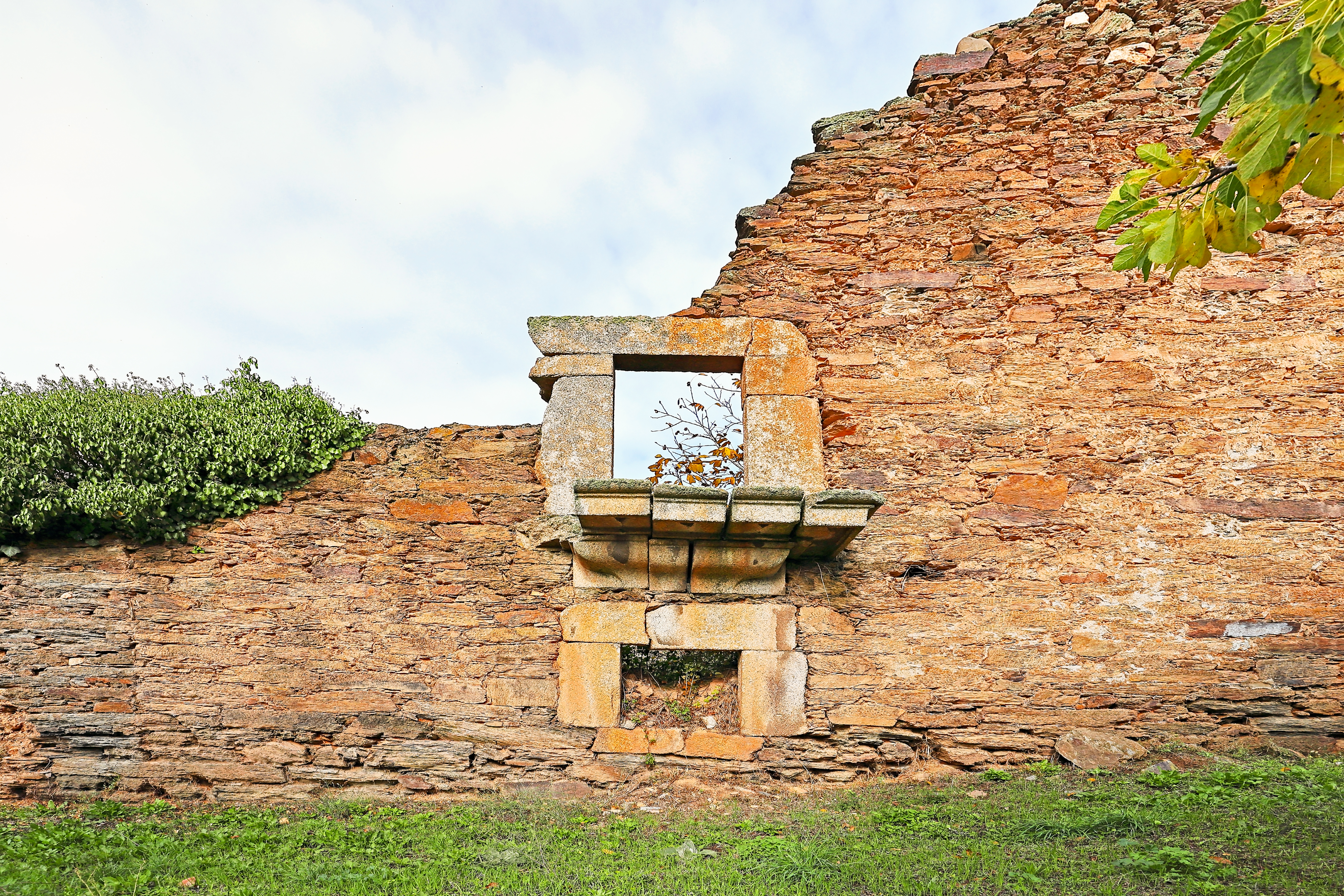
Palacio del Vizconde de Quintanilla Florez

## Geografía

### Ubicación
| Noroeste: León    | Norte: Santa Marina del Sil | Noreste: Rodanillo                |
| Oeste: Congosto   |                             | Este: San Román de Bembibre       |
| Suroeste Congosto | Sur: Almázcara              | Sureste: Villaverde de los Cestos |

## Demografía
Evolución de la población
| Gráfica de evolución demográfica de Cobrana entre 2000 y 2017      |
|                                                                    |
| Población de derecho (2000-2017) según el padrón municipal del INE |